# 원시 개신교
원시 개신교(原始改新敎) 또는 프로토-프로테스탄티즘(Proto-Protestantism)는 1517년 서방교회 종교개혁이전에 가톨릭에 대한 개혁으로 탄생한 교파들이다. 살아남은 교회들은 종교개혁 이후의 개신교와 상통관계를 맺어 개신교의 일부가 됐다.
피터 발도의 발도파, 존 위클리프의 롤라드파, 얀 후스의 후스파 등의 보헤미아 종교개혁 교파가 있다.

## 같이 보기
- 개신교의 역사
- 에티오피아 터와흐도 정교회